# Fisetina
La fisetina (3, 7, 3′, 4′-tetrahydroxyflavona) es un flavonol, una sustancia química que pertenece a los flavonoides, grupo de polifenoles. Se puede encontrar en muchas plantas, donde sirve como un agente colorante. También se encuentra en muchas frutas y verduras, como las fresas, manzanas, caquis, cebollas y pepinos. Su fórmula química fue descrita por primera vez por el químico austríaco Josef Herzig en 1891.